# Les Quatre Fils Aymon
Pour les articles homonymes, voir Aymon et Quatre fils Aymon.

Les Quatre Fils Aymon est le premier grand ballet populaire de Maurice Béjart.
L’œuvre a été créée au Cirque Royal de Bruxelles le 10 avril 1961 par le Ballet du XXe siècle ; elle a été dansée à Bruxelles, dans des villes wallonnes et flamandes, en Écosse et en France.
Ce ballet d'action, inspiré d'une légende médiévale, résulte du travail commun de Béjart, Janine Charrat et Herman Closson. Il marque le début de la collaboration du chorégraphe avec Fernand Schirren et traite du thème de la révolte des jeunes contre la société.

## Étape dans l’œuvre chorégraphique

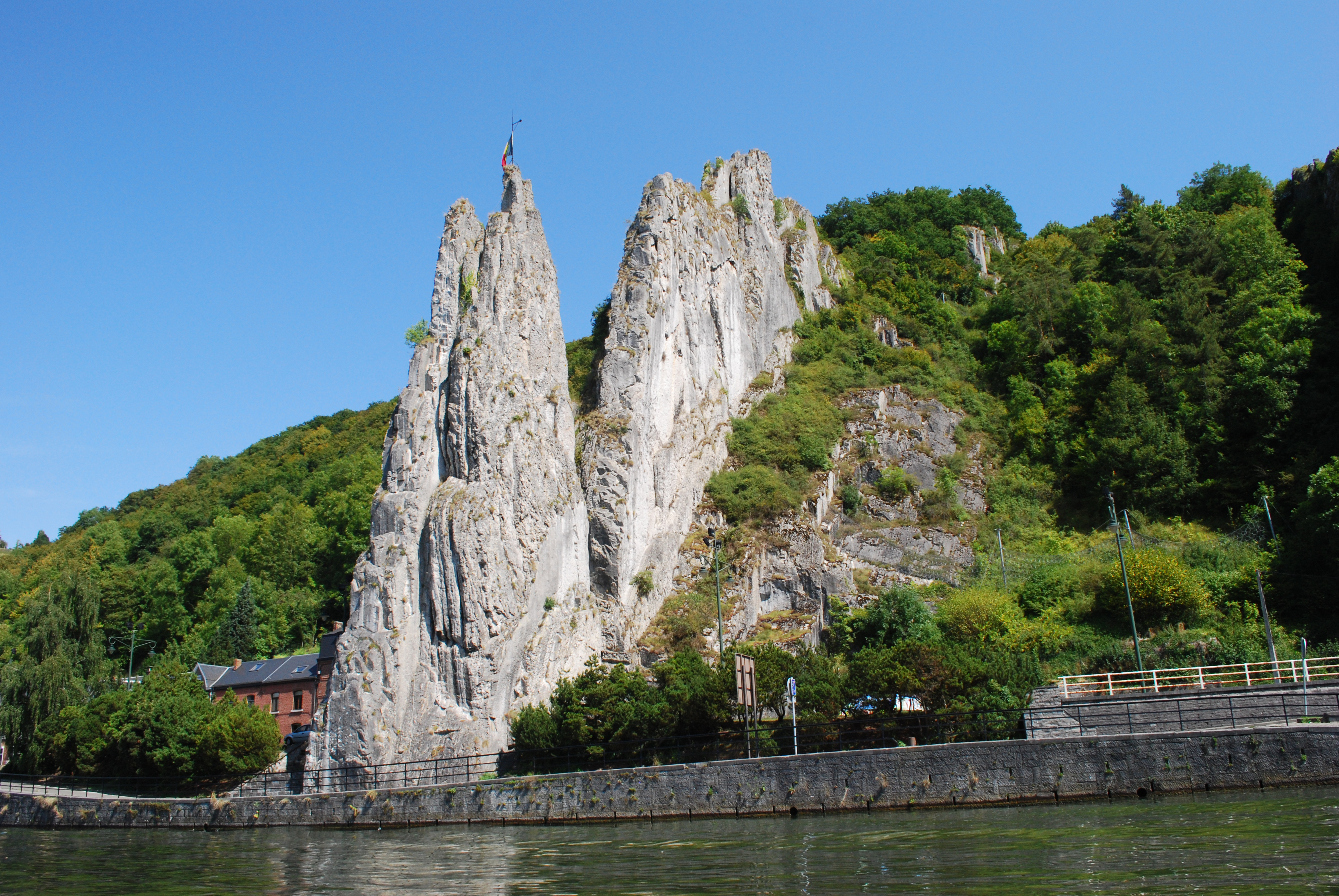
Le rocher Bayard à Dinant.

Lorsque Béjart envisage de monter ce ballet, il est installé au théâtre de la Monnaie depuis deux ans ; il a créé le Ballet du XXe siècle l’année précédente.
Ses créations chorégraphiques majeures en Belgique ont été Le Sacre du printemps qui, présenté au Théâtre des Nations, a valu à la compagnie sa première reconnaissance internationale, et le Boléro, qui sera repris dans de nombreuses compagnies et servira de final au film de Claude Lelouch, Les Uns et les Autres ; elles ont à la fois choqué les balletomanes traditionnels et remporté un beau succès auprès d’un public cultivé. Maurice Huisman, le directeur du Théâtre de la Monnaie, et Maurice Béjart désirent cependant atteindre un public plus large et plus jeune. C’est nécessaire tant sur le plan financier que sur celui de la recherche que souhaite mener le chorégraphe – « Si je voulais garder une compagnie importante, et pouvoir faire de temps en temps des recherches, il fallait, tant du point de vue de mon esthétique que de celui des finances, s’adresser à des audiences larges avec des idées simples et fortes ».
Le chorégraphe décide alors de développer un de ses anciens projets de théâtre total en le centrant sur la danse. Influencé par Huisman, il choisit le thème des Quatre fils Aymon, bien connu en Belgique (et tout particulièrement dans une Ardenne qui célèbre cette légende au Rocher Bayard) et qu’Olivier Strebelle vient de remettre en évidence, en 1958, par l’installation d’une sculpture monumentale en bord de Meuse : le cheval Bayard.
La base de travail est Le jeu des quatre fils Aymon, un texte écrit par Herman Closson en 1943 pour les Comédiens routiers (dirigés par Jacques et Maurice Huisman lui-même), acteurs amateurs belges qui ont parcouru la Belgique sous l’occupation avant de constituer le noyau de départ du Théâtre national de Belgique ; la pièce frondeuse fut interdite par l’occupant et passa dans la clandestinité. Elle comporte un grand nombre de rôles qui permettent l’emploi de tous les danseurs de la troupe et un contexte qui va mettre à contribution les ateliers techniques du théâtre.

## Ballet de théâtre total
Béjart travaille avec Herman Closson pour l’élaboration d’un texte qui va être récité en off par deux meneurs de jeu, les acteurs Raoul de Manez (le Prince de la nuit) et Paul Anrieu (Messire Robechon l’Ardennais) dont la notoriété est largement assurée en Belgique. Le ballet va devenir « l’explosion gestuelle de la légende, telle qu’Herman Closson, auteur dramatique belge, l’avait conçue ».
Le choix musical porte sur des musiques des XVe et XVIe siècles auxquelles s’ajoutent les percussions de Fernand Schirren qui constituent une sorte de commentaire sonore soulignant l’action et accompagnant les meneurs de jeu.
Béjart confie la chorégraphie de certaines séquences à Janine Charrat, qu’il a invitée au TRM à plusieurs reprises en 1960 comme chorégraphe et qu’il a fait danser dans Les 7 Péchés capitaux.
Il règle les autres passages et coordonne l’ensemble, faisant ainsi œuvre de metteur en scène.
La compagnie tout entière est impliquée dans le travail – jusqu’aux enfants de l’école de danse du théâtre qui assument différents rôles dans le spectacle (nains, moutons et pions du jeu d’échec).

## Nouvel espace
Le spectacle des Quatre Fils Aymon a pour vocation de trouver un large public à Bruxelles et de partir en tournée en Belgique. Il est décidé de le créer hors du Théâtre de la Monnaie, dans un lieu plus largement connu de l’ensemble de la population : le Cirque Royal, échappant ainsi aux scénographies propres à la scène à l’italienne.
Le Cirque se présente comme « un hexagone dont un des côtés n’accueille aucun spectateur » ; ce côté, qui fait face à la loge royale, permet l’installation un orchestre et constitue une scène éventuelle. Béjart va utiliser et la scène et la piste, métamorphosées par les structures des décorateurs et costumiers Thierry Bosquet, Germinal Casado, Joëlle Roustan, Francis André, Georgette Lanc et Édouard Mahillon.
Par la suite, Les Quatre Fils Aymon est présenté sous chapiteau, notamment sur la Grand-Place de Bruxelles.

## Ballet d’action
Le ballet constitue une légende héroïque en deux parties et douze tableaux chorégraphiques traitant, en une sorte de bande dessinée, du départ des fils Aymon, de leur passage dans la forêt enchantée, et de la cour de Charlemagne (qui est interprété par Jean-Pierre Bras) avec ses dames nobles et ses grands d’empire. Il comporte notamment des combats, des divertissements, un pas de deux amoureux, une entrée de géants et une joute aux échecs dont les danseurs constituent les pièces blanches et noires évoluant sur un échiquier géant créé par Thierry Bosquet.
Le merveilleux, l’héroïque et le comique se combinent. Il y a des montres molles, des yeux géants, une carcasse de bœuf sanguinolente et une structure roulante en bois, « dont la tête est comme la proue d’un navire », que les interprètes des quatre frères Aymon – Renaud (Pierre Dobrievich), Robert (Jacques Sausin), Guiscard (Vittorio Biagi) et Allard (Franco Romano) –, utilisent en guise de cheval Bayard. Les personnages traditionnels sont présents : Maugis l’enchanteur (Germinal Casado), des fées et leur reine, des génies, une sorcière et le diable, un bourreau, mais aussi la Reine de Saba, qui devait entrer sur scène montée sur un chameau et ses suivantes.
Le final constitue un hommage à la jeunesse, « cette jeunesse toujours idéaliste, toujours rebelle, dont le goût de la liberté plaît à Maurice Béjart », sous « forme d’un jeu composé sur le rythme de « ce n’est qu’un début, continuons le combat ! » »

## Succès
Le but recherché - atteindre un public différent et jeune - est atteint : 50 000 personnes ont vu le spectacle avec enthousiasme. Antoine Livio en attribue les causes aux raisons suivantes :
- « soudain la danse échappe à la contrainte des trois dimensions chorégraphiques et atteint une exaltation que le Sacre du Printemps avait amorcée et qui connaîtra son apogée avec la Neuvième de Beethoven » ;
- « il y a jeu, mime, texte, combat, musiques diverses et cette percussion qui s’installe pour prouver aux spectateurs qu’il n’y a pas court-circuit entre hier et aujourd’hui, que les tambours qui entraînaient les fidèles en Terre Sainte sont proches parents des batteries de jazz qui appellent à la danse » ;
- « chaque spectateur se retrouve dans l’histoire qu’on lui propose.  Nul n’ignore la légende et ses péripéties. Béjart réalise donc là l’illustration d’émotions de l’enfance ou de l’adolescence. »

Le Ballet du XXe siècle atteint ainsi pour la première fois un large public, « celui du stade et du cinéma ».

## Distribution d'origine
- Le Meneur de jeu / Le Prince de la Nuit : Pierre Brécourt
- Robechon l'Ardennais : Jean-Pierre Loriot
- Renaud : Pierre Dobrievich / Jacques Sausin
- Robert : Patrick Belda
- Guiscart : Vittorio Biagi
- Allard : Franco Romano
- Aléis : Tania Bari
- Yolande : Duška Sifnios / Jaleh Kerendi
- Marion : Dolorès Laga
- Perrette : Andrée Marlière
- Le duc Aymon : Antonio Cano
- Aude, sa femme : Nicole Raes
- Bertholet : André Leclair
- Charlemagne : Jean-Pierre Bras
- Hommes d'armes : Jorge Lefebre, Jörg Lanner, Daniel Lambo, Guy Brasseur
- Maugis : Germinal Casado
- Les fées : Marie-Claire Carrié, Lise Pinet, Louba Dobrievich

## Reprises
Les Quatre Fils Aymon connait seize représentations, du 10 avril au 23 avril 1961 ; il est repris douze fois, toujours au Cirque Royal, entre le 3 et le 15 octobre de la même année avec Yves Larec dans le rôle des deux meneurs de jeu. Treize représentations de ce « spectacle en rond » rassemblent entre 40 000 et 50 000 spectateurs à Édimbourg, du 27 aout au 8 septembre 1962. Les 20 et 21 aout 1963, le spectacle est présenté au Festival international de Baalbek. En avril et mai 1964, il tourne à Nivelles, Binche, Tamines, Marche-en-Famenne, Huy, Hasselt, Lier, Saint-Nicolas et Roulers.
Le 24 juillet 1969, il est présenté dans la cour d’honneur du Palais des papes pour le Festival d'Avignon dans une nouvelle chorégraphie de Paolo Bortoluzzi et Lorca Massine ; Maurice Béjart n’assure que la mise en scène, Germinal Casado et Micha Van Hoecke sont les meneurs de jeu. Cette « œuvre collective » est dansée huit fois et remporte un grand succès auprès du public alors que la critique se montre moins chaleureuse.
Béjart remanie le ballet pour les quinze représentations (du 10 au 26 octobre 1969) qui se déroulent sous chapiteau sur la Grand-Place de Bruxelles et remportent un triomphe tel qu’« on s’arrache les places au marché noir ». Certains pourtant « n’apprécient guère la présence de ce cirque au cœur de la célèbre place dorée », ce à quoi le chorégraphe répond que l’expérience d’une tente sur la Grand-Place est « mieux adaptée à sa mission que d’en faire un garage, un parc à voitures ! » - ce à quoi servait quotidiennement la place à cette époque. Dans cette version, Franco Romano est toujours Allard mais les trois autres frères sont dansés par Jorge Donn, Daniel Lommel et Woytek Lowski.

## Importance dans l’œuvre chorégraphique
Dans ses mémoires, Béjart affirme s’être beaucoup amusé avec Les Quatre Fils Aymon, mais le ballet ne figure pas dans la liste des œuvres qu’il a classées en opus numérotés, car les considérant comme importantes, et qui sont citées par Marie-Françoise Christout.
Roger Stengele considère qu’il est impossible d’appliquer une étiquette aux Quatre Fils Aymon, spectacle brillant et dynamique. Considérant que  ce ballet était « la pointe la plus avancée à l’époque poussée par Maurice Huisman vers une nouvelle formule lyrique tendant au spectacle total », il souligne que, malgré un aspect trop narratif et trop localisé pour les audiences internationales, ce ballet a révélé combien il était possible d’enthousiasmer pour la danse « ce que les spécialistes ont appelé le « public fruste » – c’est-à-dire des gens de toutes conditions sociales, habituellement sevrés de spectacles d’une certaine qualité et forcément insensibles aux entorses à la tradition ».
Thierry Mathis voit dans l’œuvre un exemple frappant de l’humour du chorégraphe et de sa contestation de la société : les quatre fils révoltés contre Charlemagne sont le symbole de la lutte des jeunes contre la société, un thème que l’on retrouvera dans d’autres ouvrages.
Outre le fait que le succès d’audience des Quatre Fils Aymon prépare le public belge à celui de la Neuvième Symphonie créée trois ans plus tard à Bruxelles, on note que
- la collaboration  entamée à l’occasion des Fils Aymon avec Fernand Schirren  va se prolonger durant de longues années et, notamment, dans la création de l’École Mudra ;
- le lieu de création – le Cirque Royal – va devenir, dans les années suivantes, un deuxième lieu de travail pour Béjart qui y créera plusieurs de ses ballets[20] ;
- le triomphe à la reprise de Bruxelles participe encore plus à la notoriété du chorégraphe[6].

## Citation
« Je l’ai vu [Maurice Béjart] quitter le chapiteau de la Grand-Place, où il venait de donner « les Quatre fils Aymon », les larmes aux yeux parce qu’il réalisait un rêve d’enfant : jouer dans un cirque ambulant. »

— Mireille Aranias, Une journée avec Béjart.